# Roaming
Roaming (Engels voor rondzwerven) is een algemene term in de draadloze telecommunicatie waarbij een bepaalde dienst wordt voortgezet hoewel de gebruiker zich niet in het netwerk bevindt waarin deze geregistreerd staat.
Dankzij roaming kan men met een gsm-abonnement in het buitenland bellen. Roaming kan zich ook binnen een land voordoen, wanneer een mobiele telefonieaanbieder de toestellen uit het netwerk van een andere aanbieder accepteert. Zo liet in Nederland Libertel (later Vodafone) toestellen met Telfort-simkaarten toe op het Libertel-netwerk op locaties waar het netwerk van Telfort geen landelijke dekking bood.
Om een mobiel apparaat bij een andere netwerk te laten roamen tussen verschillende netwerken moet een aantal stappen worden uitgevoerd. Allereerst wordt door een centrale computer, waarop alle zendmasten van een bepaald netwerk zijn aangesloten, gecontroleerd of er een afspraak (roaming agreement) bestaat tussen de aanbieder van het thuisnetwerk en de aanbieder van het vreemde netwerk waarop aangemeld wordt. Is dit niet het geval, dan is roaming onmogelijk.
In detail verschillen de manieren van roaming per draadloos netwerk, maar in het algemeen verloopt het roamingproces als volgt:
1. Zodra een mobiele telefoon wordt aangezet in, of wordt verplaatst naar het dekkingsgebied van een niet-eigen aanbieder, wordt dit opgemerkt door deze aanbieder. Die ziet dat het toestel onbekend is binnen het netwerk en probeert de eigen aanbieder ervan te achterhalen. Wanneer er geen afspraak bestaat tussen de eigen aanbieder en de niet-eigen aanbieder wordt toegang geweigerd op het niet-eigen netwerk.
2. De niet-eigen aanbieder zoekt contact met de eigen aanbieder en verzoekt om informatie over het bezoekende toestel. De eigen aanbieder verstrekt deze informatie, die onder meer het IMSI-nummer van de simkaart bevat, de geregistreerde diensten en toestemming voor dit specifieke toestel om te roamen bij de niet-eigen aanbieder.
3. Wanneer de informatie is verstrekt, krijgt het toestel een tijdelijk telefoonnummer (MSRN) bij de niet-eigen aanbieder. Daarnaast geeft de eigen aanbieder door hoe het eigen netwerk kan worden benaderd via het niet-eigen netwerk.

## Kosten
Wie in het buitenland verbinding maakt met een netwerk van een andere provider betaalt vaak roamingkosten. Providers kunnen daarvan afwijken en geen roamingkosten rekenen.

### Europese Unie en enkele landen
Sinds juni 2017 gelden de regels van Roam Like at Home binnen de landen van de Europese Unie en de landen van de Europese Economische Ruimte: Noorwegen, IJsland en Liechtenstein, wat betekent dat de roamingkosten voor het bellen, sms'en en internetten in het buitenland zijn afgeschaft. Vanaf 1 januari 2026 komen daar Oekraïne en Moldavië bij.